# Сиротюк, Николай Иосифович
Никола́й Ио́сифович Сиротю́к  (укр. Микола Йосипович Сиротюк; род. 9 июля 1915, село Текливцы, ныне Крыжопольский район Винницкой области — † 10 октября 1984) — украинский литературовед и писатель.
Окончил Одесский университет. Работал в Институте литературы АН УССР, с 1966 г. профессор Театрального института и Института иностранных языков в Киеве. Опубликовал ряд трудов о современной украинской литературе, в том числе монографии «Украинская историческая проза за 40 лет» (укр. Українська історична проза за 40 років; 1958) и «Украинский советский исторический роман» (укр. Український радянський історичний роман; 1962), книги о писателях Иване Микитенко (1959) и Зинаиде Тулуб (1968) и др.
Автор романов «Побратался сокол» (укр. Побратався сокіл; 1964) и «Забелели снега» (укр. Забіліли сніги; 1975), сборника рассказов «На тернистых дорогах» (укр. На дорогах тернистих; 1961) и др.